# 龍泉寺 (北京市)

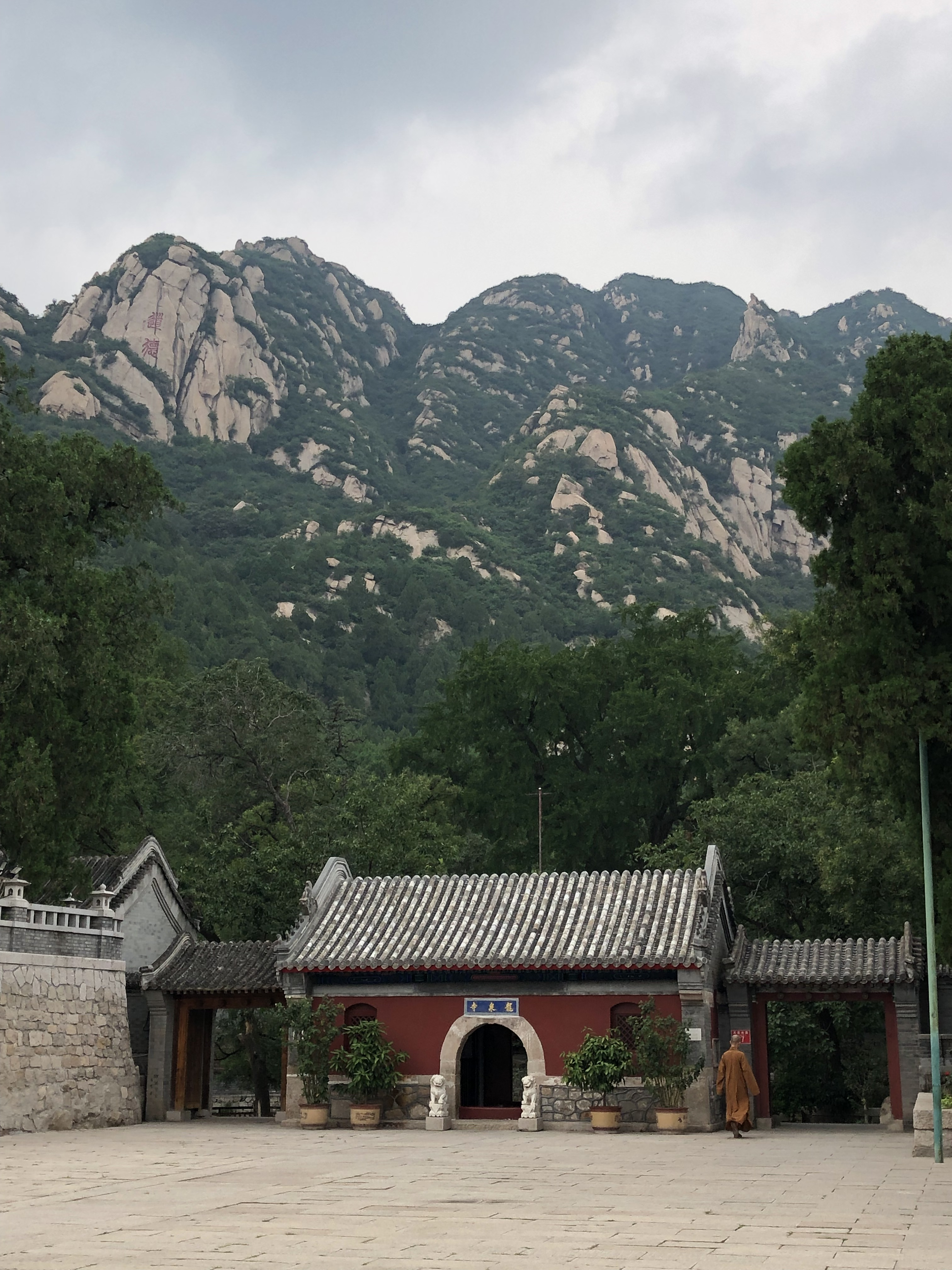
北京市の龍泉寺

龍泉寺（りゅうせんじ、中国語: 龙泉寺、longquansi）は、中国北京市海淀区鳳凰嶺自然風景公園内に位置している寺院。建立は遼の時代の応歴初年になり、歴史は1000年以上になる。当初、鳳凰嶺は南京の析津府昌平県にあったが、当時兄弟子の嫉妬にあった釈継升は白馬寺を追い出されてしまい、唯一の財産であった金剛経に導かれ、北に向かい、この鳳凰嶺にたどり着き、この地に龍泉寺を建立したという。
清王朝の光緒十六年（1889年）に高僧として有名な印光大師がこの地を訪れ行堂（寺院の掃除や皿洗いなどの雑用係）を行ったとされている。またその後に東院の壁に南無阿弥陀仏の文字を残していった。
1995年に鳳凰嶺が一般開放されると、当時の現地政府と蔡群氏たちにより、修繕作業が行われた。2004年に釈学誠法師と弟子8人が入ったことにより、多くの法会が行われ、2010年からは百人近い僧侶たちが修行に励んでいる。

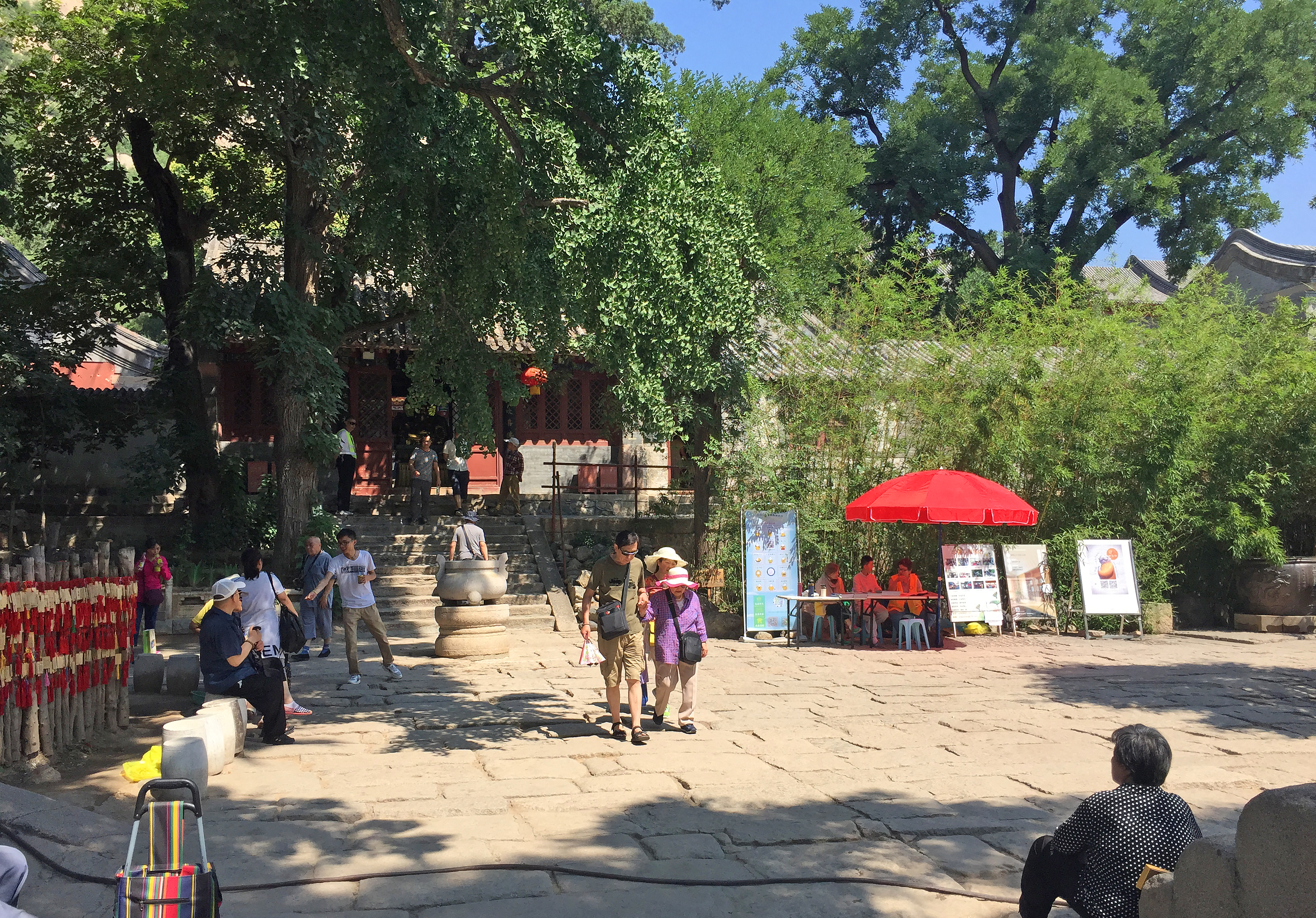